# 亚历杭德罗·费兰特-费希尔曼斯
亚历杭德罗·费兰特-费希尔曼斯（西班牙語：Alejandro Ferrant y Fischermans，1843年9月9日—1917年1月20日）是西班牙水彩画画家。

## 生平
出生于马德里，在皇家聖費爾南多美術學院学习绘画。1874年，获得奖学金来到罗马学习，同行的画家还有弗朗西斯科·普拉迪利亚、卡斯托·普拉森西亚、曼努埃尔·卡斯特利亚诺和海梅·莫雷拉等人。后来还成为路易斯·梅嫩德斯·皮达尔和爱德华多·桑切斯·索拉的老师。晚年担任马德里现代艺术博物馆馆长（1971年并入普拉多博物馆）。他的儿子安赫尔·费兰特是西班牙雕塑家。

## 主要作品

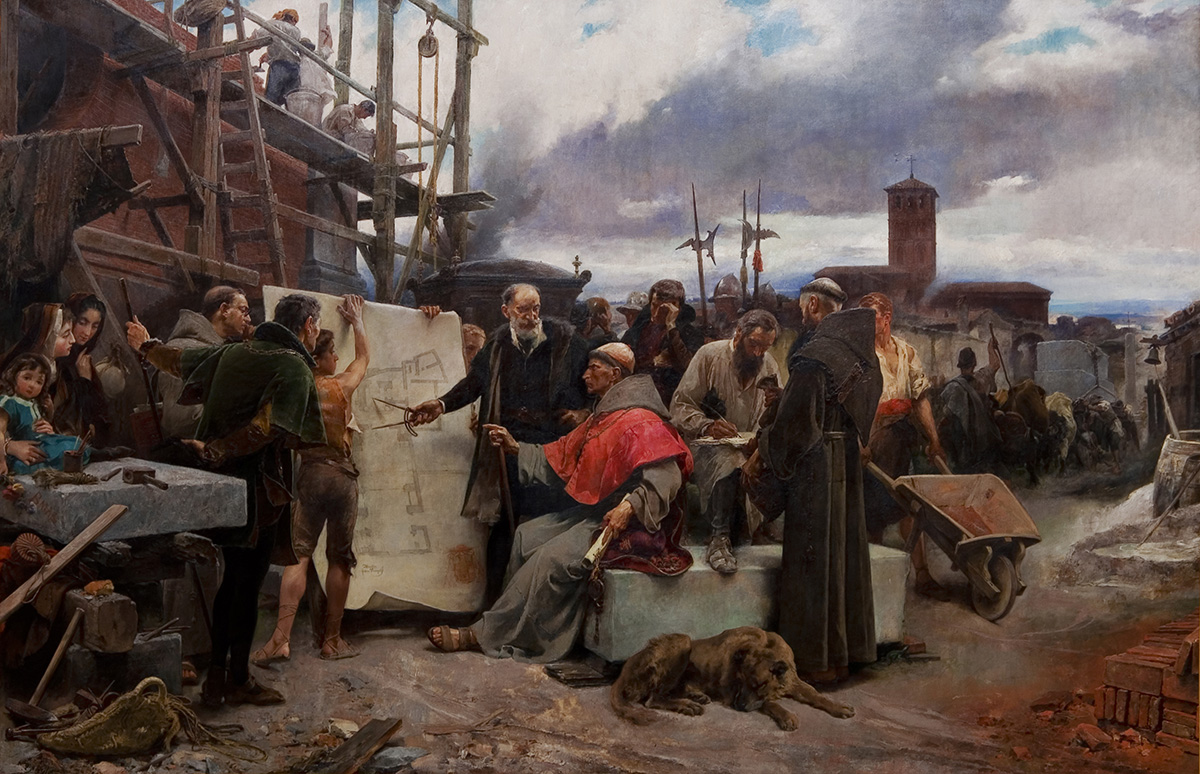
弗朗西斯科·希梅内斯·德·西斯内罗斯神父（画正中央坐着的那位）正在视察托莱多慈善医院。
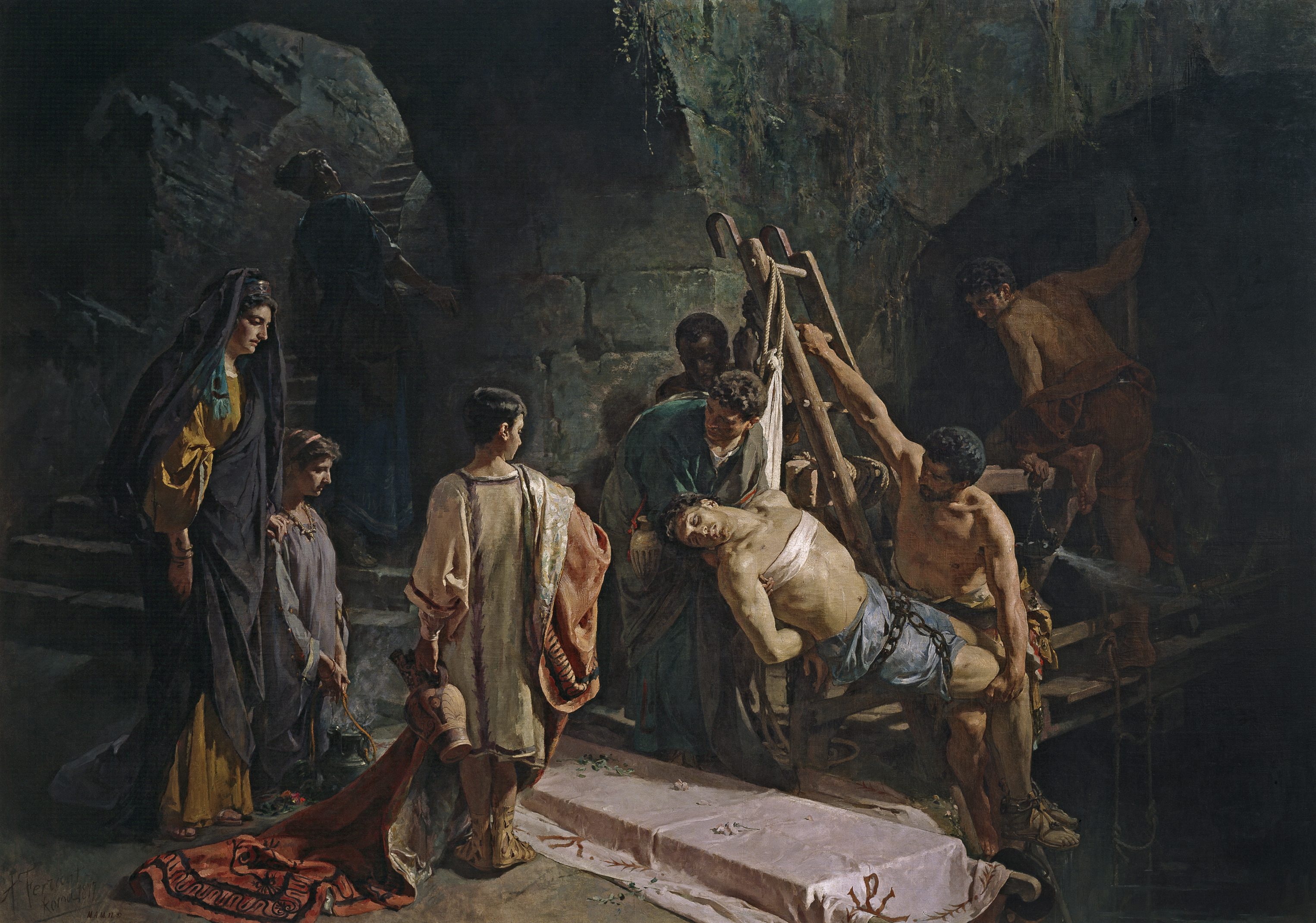
圣巴斯弟盎被罗马帝国皇帝馬克西米安处死。他的尸体被扔进了罗马的馬克西姆下水道。基督徒重新抬起他的尸体，将他埋葬在罗马的地下墓穴中。（收藏于普拉多博物馆）